# Cacodaemon satanas
Cacodaemon satanas es una especie de coleóptero de la familia Endomychidae.

## Distribución geográfica
Habita en Borneo y Sarawak.